# Алперен Бабаджан
Алперен Бабаджан (тур. Alperen Babacan, нар. 18 липня 1997, Денізлі, Туреччина) — турецький футболіст, центральний захисник клуба «Анкарагюджю».

## Ігрова кар'єра

### Клубна
Алперен Бабаджан є вихованцем клубу «Денізліспор» зі свого рідного міста Денізлі. Саме в цьому клубі футболіст дебютував на професійному рівн у Першій лізі чемпіонату країни у 2014 році. Влітку 2017 року Бабаджан як вільний агент перейшов до клубу Суперліги «Акхісар Беледієспор». Першу гру у вищому дивізіоні захисник зіграв у грудні 2017 року. А вже в січні 2018 він повернувся до свого рідного клубу «Денізліспор» на правах оренди, де грав до літа 2019 року. 
Провівши в «Акхісар» наступні два сезони і взявши уачсть у матчі за Суперкубок країни у 2019 році,  у січні 2021 року Бабаджан на правах вільного агента перейшов до клубу «Анкарагюджю».

### Збірна
В період з 2016 по 2018 року Алперен Бабаджан грав у молодіжній збірній Туреччини.